# Coelogaster leptostea
Coelogaster leptostea è un pesce osseo estinto, appartenente ai gonorinchiformi. Visse nell'Eocene inferiore/medio (circa Ypresiano-Luteziano, circa 50-48 milioni di anni fa) e i suoi resti fossili sono stati ritrovati in Italia, nel famoso giacimento di Bolca.

## Descrizione
Questo pesce era molto simile all’attuale Chanos chanos, ma sembra che le dimensioni fossero leggermente minori, e non arrivava al metro di lunghezza. Il corpo era vagamente simile a quello di un tonno, ma più snello, e pinna caudale era profondamente biforcuta. Lo scheletro della coda, in particolare, richiamava da vicino quello di Chanos.

## Classificazione
Il genere Coelogaster venne istituito nel 1905 da Eastman, sulla base di un fossile ritrovato nei terreni eocenici di Monte Bolca (Italia), precedentemente attribuito da Louis Agassiz nel 1835 al genere Clupea (Clupea leptostea). Altri fossili, descritti come Coelogaster analis sempre da Eastman e provenienti da Bolca, sembrerebbero essere della medesima specie. Coelogaster leptostea è considerato un rappresentante dei canoidi, un gruppo di pesci gonorinchiformi attualmente rappresentati dal solo Chanos chanos. In particolare, sembra che Coelogaster fosse molto simile al genere Chanoides, anch’esso rinvenuto a Bolca.